# Димитриевская церковь (Харьков)
Димитриевская церковь — православный храм в честь великомученика Димитрия Солунского в Харькове, построенный на улице Екатеринославской, ныне — дом № 44 по улице Полтавский шлях. С 1660-х до 1930 года принадлежала РПЦ. С 1999 года в УАПЦ. До 2020 года находилась в ведении юрисдикции «Харьковско-Полтавская епархия УАПЦ (обновлённая)». С 2020 года находится в составе УГКЦ.

## XVII—XVIII век
Деревянная церковь во имя великомученика Димитрия была построена в середине XVII века (не ранее 1660-х годов) в тогдашней пригородной слободе Гончаровка за Лопанью. Из её священников известны Петр Федорович Витинский (начал служение не позже 1689 года, завершил в 1731, постригшись в монахи и проведя последние пять лет жизни в Покровском монастыре), и его сын Григорий Петрович Витинский (с 1719 года. Переписи 1724 и 1732 годов свидетельствуют о существовании при приходе братства с «двором братерским» на улице Ктиторовой.
В 1764 году обветшавшая церковь была разобрана и вместо неё воздвигнута новая, тоже деревянная и, по-видимому, похожая на предшественницу. Судя по изображению на известном плане 1787 года, она была выполнена в традиционных формах украинской трёхкупольной архитектуры с невысокой отдельно стоящей колокольней.
В XVIII века при Дмитриевской церкви было кладбище (в районе нынешнего пересечения улиц Малиновского и Благовещенской) для трёх залопанских приходов — Дмитриевского, Благовещенского и Рождественского. Своё значение кладбищенской церкви храм сохранял до начала XIX века, когда в черту города был включен район Холодной горы, где и открыто новое кладбище с церковью Всех Святых (на его месте сейчас находится недостроенный в 1960-е годы стадион).

## XIX век

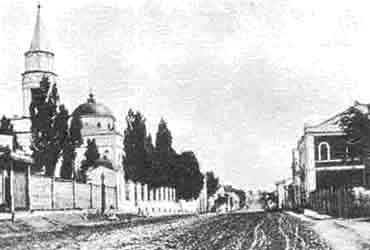
Свято-Дмитриевский храм во второй половине XIX века

19 ноября 1804 года церковь вместе с приходским архивом погибла в пожаре. Небольшая икона Смоленской Божией Матери Одигитрии, находившая в храме, согласно описанию, еще со времён первой церкви в 1689 г., осталось невредимой и впоследствии почиталась как местная святыня. Новый — каменный — храм, строительство которого по благословению епископа Христофора (Сулимы) началось 6 февраля 1805 года, был спроектирован архитекторами Евгением Васильевым и Петром Ярославским в популярном для того времени стиле ампир с полукруглым куполом и высокой острой колокольней, пристроенной к храму. Освящённая в 1808 году однопрестольная церковь была небольших размеров, поскольку и приписанный к ней приход не отличался в то время населенностью. Из Основянской церкви был привезён старый иконостас, храм с улицы был огорожен частоколом, а с остальных сторон плетнём.
Напротив храма, в доме матери, жил писатель Г. Ф. Квитка-Основьяненко, предположительно венчавшийся и отпевавшийся в этой церкви.
Лишь в начале 1840-х годов с возникшей потребностью в расширении церкви к ней были пристроены два придела (в честь особо чтимой прихожанами Смоленской иконы Божией Матери и в честь преподобного Сергия Радонежского), а также колокольня в новом для того времени псевдовизантийском стиле, издали похожая на минарет и придающая местности «восточный» колорит. Пристройки дали возможность поместиться в церкви 800 человек. В 1872 году на церковном участке был построен двухэтажный каменный дом для причта (двух дьяконов, псаломщика и сторожей) по проекту Д. Л. Ткаченко.
Однако население прихода продолжало расти. Со строительством железной дороги и вокзала, заселением прилегавшей к ним пустынной прежде местности бывшее предместье Гончаровка стало едва ли не центром города. Дмитриевская церковь вновь оказалась тесной. Настоятель храма (с 1877 года) прот. Иоанн Чижевский выступил с инициативой его дальнейшего расширения и украшения, поддержаной прихожанами, и в 1885—1896 годах церковь подверглась капитальной реконструкции по проекту М. И. Ловцова. Центральный неф был расширен, боковые приделы и колокольня перестроены. Храм, активно включившийся в панораму западной части города, гармонично сочетал элементы готического, византийского и староукраинского декора. Вместо прежних 800 он вмещал в себя свыше 2100 молящихся. Огромные окна давли обилие света внутри. По бокам были построены часовня и здание приходской школы. Вдоль ограды со стороны улицы был высажен кустарник, защищавщий двор от уличной пыли. Внутри ограды находились высокие деревья и бассейн с водой, которую освящали в положенные дни.
По отзыву современника строительства В. П. Карпова, «этот храм можно назвать лучшим храмом в Харькове: своей красотой и грациозными линиями, подбором орнаментики, куполами яйцевидной формы и шпилеобразными башенками по бокам он не может не привлекать к себе глаз наблюдателя, на нем отдыхает душа, и за него заочно благодаришь зодчего… Колокольня храма вся ажурная, украшена тоненькими колонками… увенчана зеркальным крестом с вызолоченным сиянием». Однако внутренняя отделка храма завершилась только в 1901 году: купол и стены расписаны альфреско, иконостасы и киоты икон вызолочены, живопись частью обновлена, частью написана вновь.
Храм опекал соседствующую с севера Александровскую больницу, за что отец Иоанн в 1894 году получил благодарность от Харьковской городской управы. В 1896 году было основано приходское братство, заботившееся о благоустройстве храма, благосостоянии причта, начальном образовании детей прихожан и благотворительности. В 1898 году при приходе открыта школа для девочек на правах городских одноклассных училищ, в 1899 — больница для престарелых. Благотворительная и общественная деятельность о. Иоанна Чижевского была отмечена многими наградами, включая Аннинскую звезду.

## Советские годы
Храм был закрыт в феврале 1930 года и передан в собственность клуба «Автодор», впоследствии — обществу ДОСААФ. Клир и активные прихожане подверглись репрессиям, несколько человек было расстреляно.
В 1935 году бывшая церковь была перестроена в стиле конструктивизма, были уничтожены купола и верхние ярусы колокольни, перегорожено внутреннее пространство, сбит фасадный декор. После войны в здании разместился кинотеатр «Спорт». Разбитые на два этажа боковые приделы занимали мастерские ДОСААФ, магазины, кафе «Витязь», врачебный кабинет. В 1966 году фасад церкви облицовали керамической плиткой, окончательно изуродовав внешний вид здания, и уничтожили храмовые росписи, до того лишь скрытые под слоем побелки.

## Настоящее время

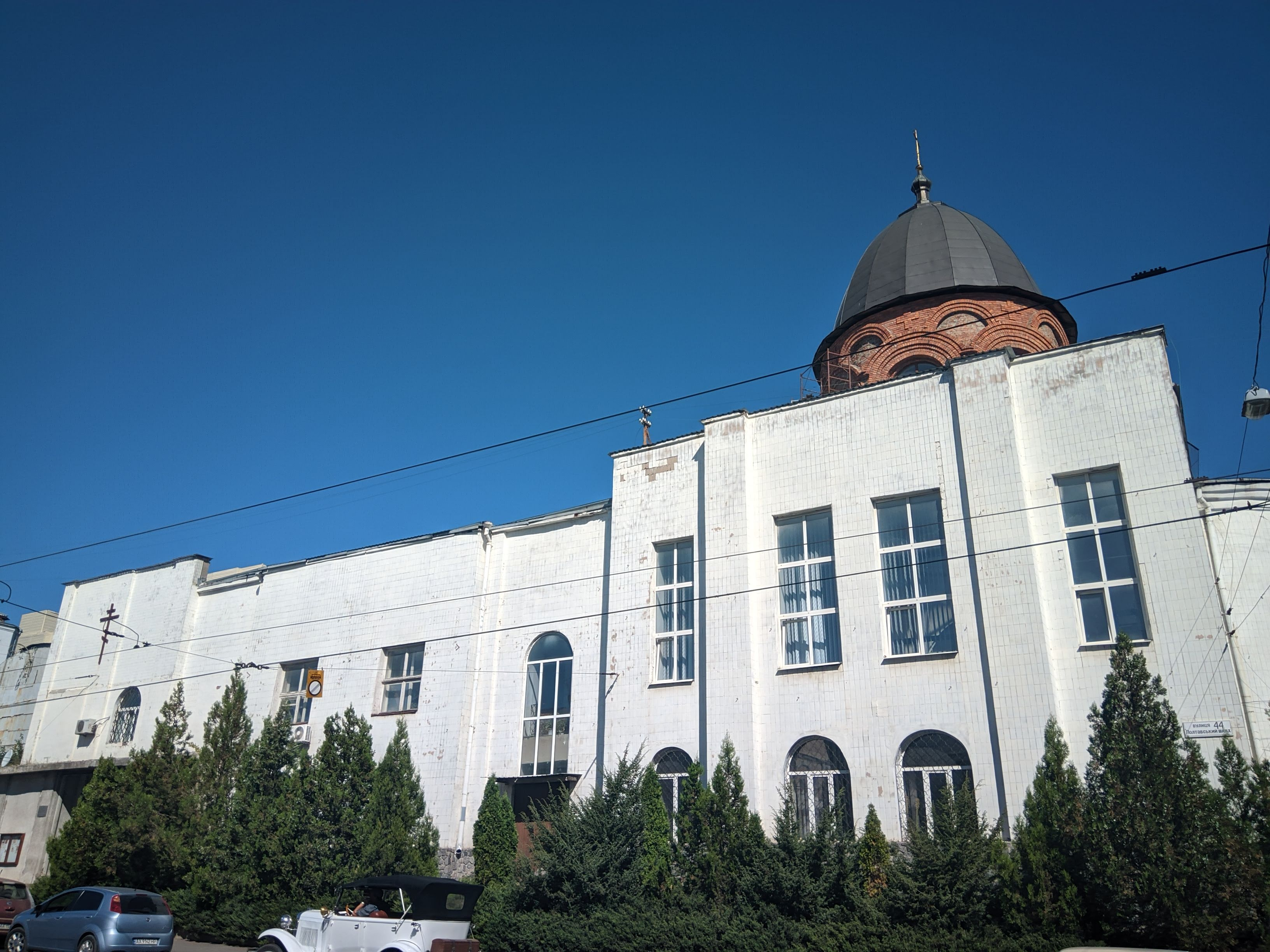
Димитриевская церковь в 2020 году

8 ноября 1992 года в ещё действовавшем кинотеатре проходит первое богослужение Украинской автокефальной православной церкви. 20 декабря храм посетил патриарх УАПЦ Мстислав (Скрипник), который благословил постановление в иеродиаконы старосты общины монаха Игоря (доцент Харьковского университета Ігор Ісіченко) — впоследствии настоятеля храма, а затем епархиального архиерея.
Год спустя богослужения становятся регулярными. Происходит постепенная передача помещений церковной общине, продлившаяся до 11 августа 1999 года. Однако здания бывшей часовни и приходской школы по-прежнему заняты торговыми точками.
Храм являлся кафедральным собором Харьковско-Полтавской епархии УАПЦ (обновлённой), действовавшей как отдельная религиозная организация. При нём открыты духовная семинария («Коллегия патриарха Мстислава»), детская воскресная школа, катехизационные курсы, библиотека, амбулаторный центр.
Бывшим старостой прихода Юрием Донцовым разработаны два проекта реконструкции храма — минимальный, утверждённый Харьковским советом архитектуры и градостроительства в 1996 году, и капитальный в украинском стиле. В 2007 году новый проект реставрации предоставил выпускник ХГТУСА Владислав Моисеенко (дипломная работа). Однако финансовое положение прихода и всей Харьковско-Полтавской епархии УАПЦ(о), а также полуаварийное состояние здания задерживают его восстановление. В 2011—2012 гг. восстанавливается купол храма. В храмовый праздник 8 ноября 2012 года над ним установлен крест.